# Mistrzostwa Świata Juniorów w Narciarstwie Alpejskim 2014
33. Mistrzostwa świata juniorów w narciarstwie alpejskim – zawody w narciarstwie alpejskim, rozgrywane w dniach 26 lutego - 6 marca 2014 roku w słowackim ośrodku narciarskim Jasná. Rozegranych zostało po 5 konkurencji dla kobiet i mężczyzn, a także zawody drużynowe. Były to drugie w historii mistrzostwa świata juniorów odbywające się w tym ośrodku, poprzednie odbyły się w 1985 roku.

## Wyniki
| Pozycja | Zawodnik                 | Narodowość | Czas    |
| ------- | ------------------------ | ---------- | ------- |
|         | Adrian Smiseth Sejersted | Norwegia   | 1:17,31 |
|         | Thomas Dreßen            | Niemcy     | 1:17,33 |
|         | Marco Schwarz            | Austria    | 1:17,40 |
| 4.      | Urs Kryenbühl            | Szwajcaria | 1:17,64 |
| 5.      | Clemens Nocker           | Austria    | 1:17,82 |
| 6.      | Miha Hrobat              | Słowenia   | 1:17,84 |

| Pozycja | Zawodniczka            | Narodowość | Czas    |
| ------- | ---------------------- | ---------- | ------- |
|         | Corinne Suter          | Szwajcaria | 1:24,19 |
|         | Nora Grieg Christensen | Norwegia   | 1:24,96 |
|         | Kerstin Nicolussi      | Austria    | 1:25,50 |
| 4.      | Jasmine Flury          | Szwajcaria | 1:25,52 |
| 5.      | Stephanie Venier       | Austria    | 1:25,67 |
| 6.      | Lisa Blomqvist         | Szwecja    | 1:25,70 |

| Pozycja | Zawodnik                 | Narodowość | Czas    |
| ------- | ------------------------ | ---------- | ------- |
|         | Marco Schwarz            | Austria    | 1:30,63 |
|         | Daniel Danklmaier        | Austria    | 1:30,67 |
|         | Matteo de Vettori        | Włochy     | 1:30,79 |
| 4.      | Michael Offenhauser      | Austria    | 1:30,92 |
| 5.      | Clemens Nocker           | Austria    | 1:30,93 |
| 6.      | Adrian Smiseth Sejersted | Norwegia   | 1:30,97 |

| Pozycja | Zawodniczka         | Narodowość | Czas    |
| ------- | ------------------- | ---------- | ------- |
|         | Corinne Suter       | Szwajcaria | 1:14,71 |
|         | Stephanie Venier    | Austria    | 1:15,18 |
|         | Rosina Schneeberger | Austria    | 1:15,52 |
| 4.      | Elisabeth Kappauer  | Austria    | 1:15,75 |
| 5.      | Katie Ryan          | USA        | 1:15,76 |
| 6.      | Jasmine Flury       | Szwajcaria | 1:15,84 |

| Pozycja | Zawodnik             | Narodowość | Czas    |
| ------- | -------------------- | ---------- | ------- |
|         | Henrik Kristoffersen | Norwegia   | 2:03,14 |
|         | Marcus Monsen        | Norwegia   | 2:04,17 |
|         | Rasmus Windingstad   | Norwegia   | 2:04,34 |
| 4.      | Thomas Dreßen        | Niemcy     | 2:06,19 |
| 5.      | Luca Aerni           | Szwajcaria | 2:06,23 |
| 6.      | Jonas Fabre          | Francja    | 2:06,56 |

| Pozycja | Zawodniczka         | Narodowość | Czas    |
| ------- | ------------------- | ---------- | ------- |
|         | Marta Bassino       | Włochy     | 1:52,86 |
|         | Karoline Pichler    | Włochy     | 1:53,13 |
|         | Rosina Schneeberger | Austria    | 1:54,59 |
| 4.      | Elisabeth Kappauer  | Austria    | 1:54,88 |
| 5.      | Jasmina Suter       | Szwajcaria | 1:55,27 |
| 6.      | Paula Moltzan       | USA        | 1:55,44 |

| Pozycja | Zawodnik             | Narodowość | Czas    |
| ------- | -------------------- | ---------- | ------- |
|         | Henrik Kristoffersen | Norwegia   | 1:37,21 |
|         | Luca Aerni           | Szwajcaria | 1:37,30 |
|         | Daniel Yule          | Szwajcaria | 1:38,46 |
| 4.      | David Ketterer       | Niemcy     | 1:39,19 |
| 5.      | Marcus Monsen        | Norwegia   | 1:39,20 |
| 6.      | Jens Henttinen       | Finlandia  | 1:39,23 |
| 6.      | Istok Rodeš          | Chorwacja  | 1:39,23 |

| Pozycja | Zawodniczka          | Narodowość | Czas    |
| ------- | -------------------- | ---------- | ------- |
|         | Petra Vlhová         | Słowacja   | 1:36,09 |
|         | Charlotta Säfvenberg | Szwecja    | 1:36,26 |
|         | Marina Wallner       | Niemcy     | 1:36,68 |
| 4.      | Paula Moltzan        | USA        | 1:37,17 |
| 5.      | Elisabeth Kappauer   | Austria    | 1:37,52 |
| 6.      | Lila Lapanja         | USA        | 1:37,84 |

| Pozycja | Zawodnik                 | Narodowość | Czas    |
| ------- | ------------------------ | ---------- | ------- |
|         | Matteo de Vettori        | Włochy     | 2:21,69 |
|         | Adrian Smiseth Sejersted | Norwegia   | 2:21,74 |
|         | Marcus Monsen            | Norwegia   | 2:21,78 |
| 4.      | Ola Buer Johansen        | Norwegia   | 2:22,03 |
| 5.      | Hannes Zingerle          | Włochy     | 2:22,13 |
| 6.      | Emanuele Buzzi           | Włochy     | 2:22,19 |

| Pozycja | Zawodniczka         | Narodowość | Czas    |
| ------- | ------------------- | ---------- | ------- |
|         | Elisabeth Kappauer  | Austria    | 2:11,34 |
|         | Lisa Blomqvist      | Szwecja    | 2:11,37 |
|         | Marina Wallner      | Niemcy     | 2:11,38 |
| 4.      | Rosina Schneeberger | Austria    | 2:11,57 |
| 5.      | Michelle Gisin      | Szwajcaria | 2:11,99 |
| 6.      | Rahel Kopp          | Szwajcaria | 2:12,01 |

### Drużynowo
| Konkurencja           | Data    | Złoto                                                                                    | Srebro                                                                       | Brąz                                                                            |
| Rywalizacja drużynowa | 2 marca | Szwecja · Lisa Blomqvist · Magdalena Fjällström · Gustav Lundbäck · Max-Gordon Sundquist | Szwajcaria · Luca Aerni · Rahel Kopp · Bernhard Niederberger · Corinne Suter | Niemcy · Patrizia Dorsch · Sebastian Holzmann · David Ketterer · Marina Wallner |

## Klasyfikacja medalowa
| Miejsce | Państwo    |   |   |   | złoto · srebro · brąz |
| ------- | ---------- | - | - | - | --------------------- |
| 1.      | Norwegia   | 3 | 3 | 2 | 8                     |
| 2.      | Austria    | 2 | 2 | 4 | 8                     |
| 3.      | Szwajcaria | 2 | 2 | 1 | 5                     |
| 4.      | Włochy     | 2 | 1 | 1 | 4                     |
| 5.      | Szwecja    | 1 | 2 | 0 | 3                     |
| 6.      | Słowacja   | 1 | 0 | 0 | 1                     |
| 7.      | Niemcy     | 0 | 1 | 3 | 4                     |